# RED HILL
『RED HILL』（レッド・ヒル）は、CHAGE&ASKA（現：CHAGE and ASKA）の16作目のオリジナル・アルバムで、本作の10曲目の楽曲名である。1993年10月10日に発売された。発売元はポニーキャニオン。
1993年12月17日はAPO-CDとして、1998年3月11日、2001年5月23日はCDとして、2009年11月25日はSHM-CDとして再発売された。

## 背景・リリース
前作『GUYS』よりおよそ11か月ぶりとなるオリジナル・アルバム。
本作の発売後となる1993年11月19日には「You are free」と「なぜに君は帰らない」がシングルカットされた。ASKAは、本作を制作している段階でこの2作をシングル化することを考えていたという。さらにこのシングルカットは本作を紹介するためであり、音楽ランキングの何作連続1位記録にこだわっていないと公言している:235,401。

## 音楽性・批評
『GUYS』ではロンドンで制作が行われたが、本作では日本で行っている。楽曲のジャンルもロック、ブラックミュージック、レゲエ、ジャズ、ア・カペラなど多彩なものを収録している。発売後にASKAはこの時期の自分達の自然なバリエーションを出せたことを評価している。
CD Journalでは、あせりや不安、希望や未来といった当時のさまざまな想いが詰め込まれた作品と批評している。

## ツアー
本作の発売日はコンサートツアー『史上最大の作戦 THE LONGEST TOUR 1993-1994』の初日公演であり、約半年間で70公演を行うツアーをスタートさせた。なお、アルバムからは11曲が選曲された。1994年にはこのツアーの延長線で、初の海外公演となる『ASIAN TOUR 1994』が香港・シンガポール・台湾で開催された。

## チャート成績
オリコン集計による累計売上枚数は156.6万枚を記録し、オリジナル・アルバムとしては『TREE』から3作連続でミリオンセラーを記録している。
また、本作のヒットにより1993年10月18日付のオリコンチャートで自身のアルバム総売上が1000万枚を突破した。ボーカルグループとしては初の快挙となった。

## 収録曲
| #         | タイトル                                          | 作詞       | 作曲      | 編曲             | 時間  |
| --------- | ------------------------------------------------- | ---------- | --------- | ---------------- | ----- |
| 1.        | 「夜明けは沈黙のなかへ」                          | 飛鳥涼     | 飛鳥涼    | 十川知司         | 2:02  |
| 2.        | 「なぜに君は帰らない」                            | 飛鳥涼     | 飛鳥涼    | 十川知司         | 4:39  |
| 3.        | 「夢の番人」                                      | 飛鳥涼     | 飛鳥涼    | 澤近泰輔         | 6:13  |
| 4.        | 「螢」                                            | CHAGE      | CHAGE     | 井上鑑           | 6:14  |
| 5.        | 「今夜ちょっとさ」                                | 飛鳥涼     | 飛鳥涼    | 井上鑑           | 5:08  |
| 6.        | 「THE TIME」                                      | 飛鳥涼     | 飛鳥涼    | 井上鑑           | 6:07  |
| 7.        | 「君はなにも知らないまま」                        | 青木せい子 | CHAGE     | 村上啓介         | 6:32  |
| 8.        | 「Mr.Jの悲劇は岩より重い」                        | CHAGE      | CHAGE     | 井上鑑           | 5:25  |
| 9.        | 「You are free」                                  | 飛鳥涼     | 飛鳥涼    | 澤近泰輔         | 6:17  |
| 10.       | 「RED HILL」                                      | 飛鳥涼     | 飛鳥涼    | 井上鑑           | 7:31  |
| 11.       | 「TAO」                                           | CHAGE      | CHAGE     | 澤近泰輔         | 5:29  |
| 12.       | 「YAH YAH YAH」                                   | 飛鳥涼     | 飛鳥涼    | 飛鳥涼、十川知司 | 4:57  |
| 13.       | 「Sons and Daughters 〜それより僕が伝えたいのは」 | 飛鳥涼     | 飛鳥涼    | 井上鑑           | 5:09  |
| 合計時間: | 合計時間:                                         | 合計時間:  | 合計時間: | 合計時間:        | 71:43 |

## 楽曲解説
1. 夜明けは沈黙のなかへ
今作の最後にアルバムの序曲として作られた曲[11]。次の「なぜに君は帰らない」のイントロを引き立てるために楽曲が繋がった構成になっている[12]。
2. なぜに君は帰らない
1993年11月19日に「You are free」と同時発売でリカットされた。
3. 夢の番人
1993年3月3日に発売された31枚目シングル「YAH YAH YAH/夢の番人」収録曲。
特に記載はないが、アルバム・ミックスになっている。
4. 螢
ホタルの悲恋の重さを題材にした歌詞で4ビートの楽曲になっている[12]。
イントロはアナログレコードのノイズ音から始まる[11]。
5. 今夜ちょっとさ
味の素 「クノール北海道ポタージュ」 CMソング。
ASKAは、"男が本能的にかわいいと思う女の子" を描きたかったそうだが、結果として男が甘えている詞になったという[12]。曲調はレゲエであることから、レコーディング中には「ホワイトレゲエ」と呼ばれていた[12]。
1995年に中国で発売されたベスト・アルバム『倆心知〜原創紀念歌集』（ボーナス・トラックとして収録）、2008年にアジア圏で発売されたベスト・アルバム『Asian Communications Best』にも収録されている。
6. THE TIME
フジテレビ系ワイドショー番組『タイムアングル』エンディング・テーマ（1993年10月〜1994年3月）。
人間には「やっててよかった」と思う瞬間と、「なんであんなことやってしまったんだろう」と思う瞬間があり、失敗しても次に成功したときに「この前の失敗があったからなんだ」と胸を張って言いたい。そんな歌であるという[11]。
7. 君はなにも知らないまま
シングル「YAH YAH YAH/夢の番人」のカップリング曲。
特に記載はないが、アルバム・ミックスになっている。
8. Mr.Jの悲劇は岩より重い
シングル「Sons and Daughters 〜それより僕が伝えたいのは」のカップリング曲。
9. You are free
1993年11月19日に「なぜに君は帰らない」と同時発売でリカットされた。
10. RED HILL
日本航空 CMソング。
当時の自身達の状態を「警告の状態」として表したものであり、歌詞には夢か現実か、どちらの判断が迫られるものになっている[2]。ASKAは「僕らは良い状態でいるが、いつも警告の赤ランプは付いている。それを知ったことで楽曲制作をしなければならない」と公言している[12]。
1992年にASKAがロンドン滞在中に出来上がっていた楽曲で、1993年3月のシングル発売時の候補となっていた[12]。しかし、レコーディングでミュージシャンが苦労した楽曲であり、ASKAは何度も収録見送りになると思ったという[12]。
1994年に発売された2枚組アルバム『Yin&Yang』にも収録されている。
1996年に出演した『MTV Unplugged』では、英語詞バージョンが披露された。また、トリビュート・アルバム『one voice THE SONGS OF CHAGE&ASKA』では、マイケル・ハッチェンス（INXS）（Michael Hutchence）がカバーしている。
11. TAO
タイトルは、老子の教え"道" のこと。"道" という意味から "自然体" を説いており、自然体でいることの大切さを歌詞にしている[11][2]。
楽曲に関してCHAGEは、言い換えればジョン・レノンの「イマジン」であるという[12]。
1994年に発売された2枚組アルバム『Yin&Yang』では、日本武道館でのライブ音源が収録されている。
12. YAH YAH YAH
シングル「YAH YAH YAH/夢の番人」収録曲。
特に記載は無いが、シングルとはミックスが異なるアルバム・ヴァージョンとなっている。
13. Sons and Daughters 〜それより僕が伝えたいのは
1993年8月20日に発売された32枚目シングル。
14カラット・ソウル（英語版）のコーラスがフィーチャーされた、アルバム・ヴァージョンになっている。

## 参加ミュージシャン
| 夜明けは沈黙のなかへ - Keyboards：十川知司 - Synth. Sound Designer：富永邦彦 - Strings：加藤JOEグループ なぜに君は帰らない - Drums：Geoff Dugmore - E.Bass：John Giblin - E.Guitar：是永巧一 - E.Piano：中西康晴 - Keyboards：十川知司 - Synth. Sound Designer：中山信彦、浦田恵司 - Chorus：坪倉唯子 夢の番人 - Drums：湊雅史 - E.Bass：美久月千晴 - E.Guitar：角田順 - A.Piano：重実徹 - Keyboards：澤近泰輔 - Synth. Sound Designer：中山信彦 - Trumpet：数原晋、林研一郎 - Trombone：中川英二郎 - Saxophone：Jake H. Concepcion 螢 - Drums：山木秀夫 - E.Bass：高水健司 - E.Guitar & A.Guitar：今剛 - A.Guitar & Ukulele：吉川忠英 - Keyboards：井上鑑 - Manipulator：森安信夫 - Trumpet：数原晋 - Saxophone & Clarinet：Jake H. Concepcion - Violin：金子飛鳥 今夜ちょっとさ - Drums：山木秀夫 - E.Bass：高水健司 - E.Guitar & A.Guitar：今剛 - Ukulele：吉川忠英 - Keyboards：井上鑑 - Manipulator：森安信夫 THE TIME - Drums：Geoff Dugmore - E.Bass：John Giblin - E.Guitar：今剛 - Keyboards：井上鑑 - Manipulator：森安信夫 - Strings：金子飛鳥グループ - Trumpet：数原晋 - French Horn：藤田乙比古 - Oboe：篠崎隆 - Clarinet：十亀正司 - Flute：甲藤さち - Fagot：福井蔵 | 君はなにも知らないまま - Drums：山木秀夫 - E.Bass：富倉安生 - A.Piano：中西康晴 - All Guitars & Programming：村上啓介 - Synth. Sound Designer：中山信彦 Mr.Jの悲劇は岩より重い - Drums：青山純 - E.Bass：美久月千晴 - E.Guitar：土方隆行 - Keyboards：井上鑑 - Manipulator：森安信夫 - Flugel Horn：数原晋 - Saxophone & Clarinet：Jake H. Concepcion You are free - Toms & Cymbals：Geoff Dugmore - E.Guitar：今剛 - A.Piano & Keyboards：澤近泰輔 - Synth. Sound Designer：浦田恵司、中山信彦 - Strings：加藤JOEグループ - Percussion：金山功 - Chorus：14カラット・ソウル RED HILL - Drums：Geoff Dugmore - E.Bass：John Giblin - E.Guitar：今剛、角田順、村上啓介 - A.Guitar：今剛 - Keyboards：井上鑑 - Manipulator：森安信夫 - Trumpet：数原晋 - Blues Harp：角田順 TAO - Toms & Cymbals：Geoff Dugmore - E.Bass：John Giblin - A.Guitar：笛吹利明 - Keyboards：澤近泰輔 - Synth. Sound Designer：浦田恵司 - Accordion：重実徹 - Strings：金子飛鳥グループ YAH YAH YAH - Drums：長谷部徹 - E.Bass：美久月千晴 - E.Guitar：是永巧一 - A.Piano：重実徹 - Keyboards：十川知司 - Synth. Sound Designer：中山信彦 - Trumpet：数原晋、中川喜弘 - Trombone：中川英二郎 - Saxophone：Jake H. Concepcion - Chorus：宇佐元恭一、三宅修一、下成佐登子、河合夕子、佐多美保 Sons and Daughters 〜それより僕が伝えたいのは - Drums：青山純 - E.Bass：美久月千晴 - E.Guitar：土方隆行 - A.Piano & Keyboards：井上鑑 - Manipulator：森安信夫 - Chorus：14カラット・ソウル、楠木勇有行、若子内悦郎 |

## 『RED HILL』（映像作品）
本作のミュージック・ビデオ集が1994年2月18日にVHS、3月18日にLDで発売された。発売元はポニーキャニオン（現在は廃盤）。
2020年11月11日にDVDとして、ヤマハミュージックエンタテインメントホールディングスから再発売された。

### 収録曲
1. 夢の番人
作詞・作曲：飛鳥涼　編曲：澤近泰輔
2. YAH YAH YAH
作詞・作曲：飛鳥涼　編曲：飛鳥涼・十川知司
3. Sons and Daughters 〜それより僕が伝えたいのは <SINGLE VERSION>
作詞・作曲：飛鳥涼　編曲：井上鑑
茨城県大子町で主に撮影された。音源はシングル・ヴァージョンである。
4. You are free　FEATURING:MICHELLE REIS
作詞・作曲：飛鳥涼　編曲：澤近泰輔
MVには香港の女優ミッシェル・リー（李嘉欣）が出演[15]。
5. なぜに君は帰らない
作詞・作曲：飛鳥涼　編曲：十川知司
6. RED HILL
作詞・作曲：飛鳥涼　編曲：井上鑑
7. Sons and Daughters 〜それより僕が伝えたいのは <ALBUM VERSION>　FEATURING:14 KARAT SOUL
作詞・作曲：飛鳥涼　編曲：井上鑑
14カラット・ソウルと一緒にスタジオで歌唱しているバージョンのMV。音源はアルバム・ヴァージョンである。